# Линнеснес
Линнеснес (норв. Lindesnes) — коммуна в губернии Вест-Агдер в Норвегии. Административный центр коммуны — город Вигеланн. Официальный язык коммуны — букмол. Население коммуны на 2007 год составляло 4557 чел. Площадь коммуны Линнеснес — 316,84 км², код-идентификатор — 1029.

## История населения коммуны
Население коммуны за последние 60 лет.

Статистика коммуны Линнеснес